# Paradelphomyia (Oxyrhiza) fuscula
Paradelphomyia (Oxyrhiza) fuscula is een tweevleugelige uit de familie steltmuggen (Limoniidae). De soort komt voor in het Palearctisch gebied.